# André Routis
André Routis (* 16. Juli 1900 in Bordeaux, Frankreich; † 16. Juli 1969) war ein französischer Boxer im Feder- und Bantamgewicht.

## Profi
Im Jahre 1919 gewann er seine ersten beiden Profikämpfe. In seinem dritten Kampf erreichte er nur ein Unentschieden. Seinen vierten Fight verlor er über 10 Runden durch einstimmigen Beschluss.
Am 28. September im Jahre 1928 eroberte er sowohl den Weltmeisterschaftsgürtel des Verbandes NYSAC als auch den des Verbandes NBA sowie den universellen Weltmeistertitel, als er Tony Canzoneri in New York City über 15 Runden durch einstimmige Punktentscheidung bezwang. Am 23. September 1929 verlor er diese Titel an Battling Battalino. Nach einer weiteren Pleite im November desselben Jahres beendete Routis seine Karriere.